# Laguna La Granja
A  Laguna La Granja  é um lago localizado na Guatemala. Localiza-se no departamento de Chiquimula, Município de Ipala.